# CK AND MORE...
『CK AND MORE...』（シーケー アンド モア…）はC&Kの3枚目のメジャーオリジナルアルバムである。2013年2月6日発売。発売元はユニバーサルミュージック。

## 解説
- 前作『CK JUNGLE!!!』から約9ヶ月振りとなるオリジナルアルバムで、この年2作目のオリジナルアルバムでもある。
- オリコンアルバムチャートでは最高16位を記録。アルバムでの自己最高位を更新した。
- 初回限定盤には、シングル3曲のPVと2013年3月19日にZepp Fukuokaで行われた「日本全国CK地元化計画〜地元です。地元じゃなくても、地元ですツアー2013〜」の福岡公演でのライブ映像を収録したDVDを付属。

## 収録曲

### CD
1. みかんハート
10thシングル
2. へべれけ宣言
9thシングル
3. C&K V
4. 今を生きる
5. 人間進化論
6. アイアイのうた〜僕とキミと僕等の日々〜 (acoustic version)
7thシングルのアコースティックバージョン。
7. 日曜の午後〜for T&M〜
8. 愛を浴びて、僕がいる
8thシングル
9. にわとりのうた
10. また逢う日まで
11. AND MORE...

### DVD
1. MUSIC VIDEO
  1. 愛を浴びて、僕がいる
  2. へべれけ宣言
  3. みかんハート
2. LIVE from 日本全国CK地元化計画〜地元です。地元じゃなくても、地元ですツアー〜 2013.3.9 Zepp Fukuoka
  1. 王様ゲーム
  2. ジェニファー何度もあなたに恋をする
  3. 幸せのディスタンス